# Léon Hatot
Léon Hatot (22 avril 1883 à Châtillon-sur-Seine - 11 septembre 1953) est un horloger et bijoutier français.

## Biographie
Hatot étudie de 1895 à 1898 à l'école d'horlogerie de Besançon, puis et l'École des Beaux-Arts de la ville. En 1905, il ouvre un magasin à Besançon et se lance dans la production et la gravure de boîtes de montres en métaux précieux. En 1911, il s'installe à Paris et reprend la "Maison Bredillard", tout en gardant sa manufacture de Besançon. À partir de 1919, il fonde une société pour produire des montres à piles. En 1923, il débute avec Marius Lavet la production des horloges ATO. En 1925, Hatot remporte le Grand Prix de l'Exposition internationale des Arts décoratifs et industriels modernes avec une série d'horloges électriques de style Art déco. Il est fait Chevalier de la Légion d'honneur.
Hatot a été l'un des membres fondateurs de la Société française chronométrique.
Léon Hatot S.A. fait maintenant partie de Swatch Group.